# Meron Reuben

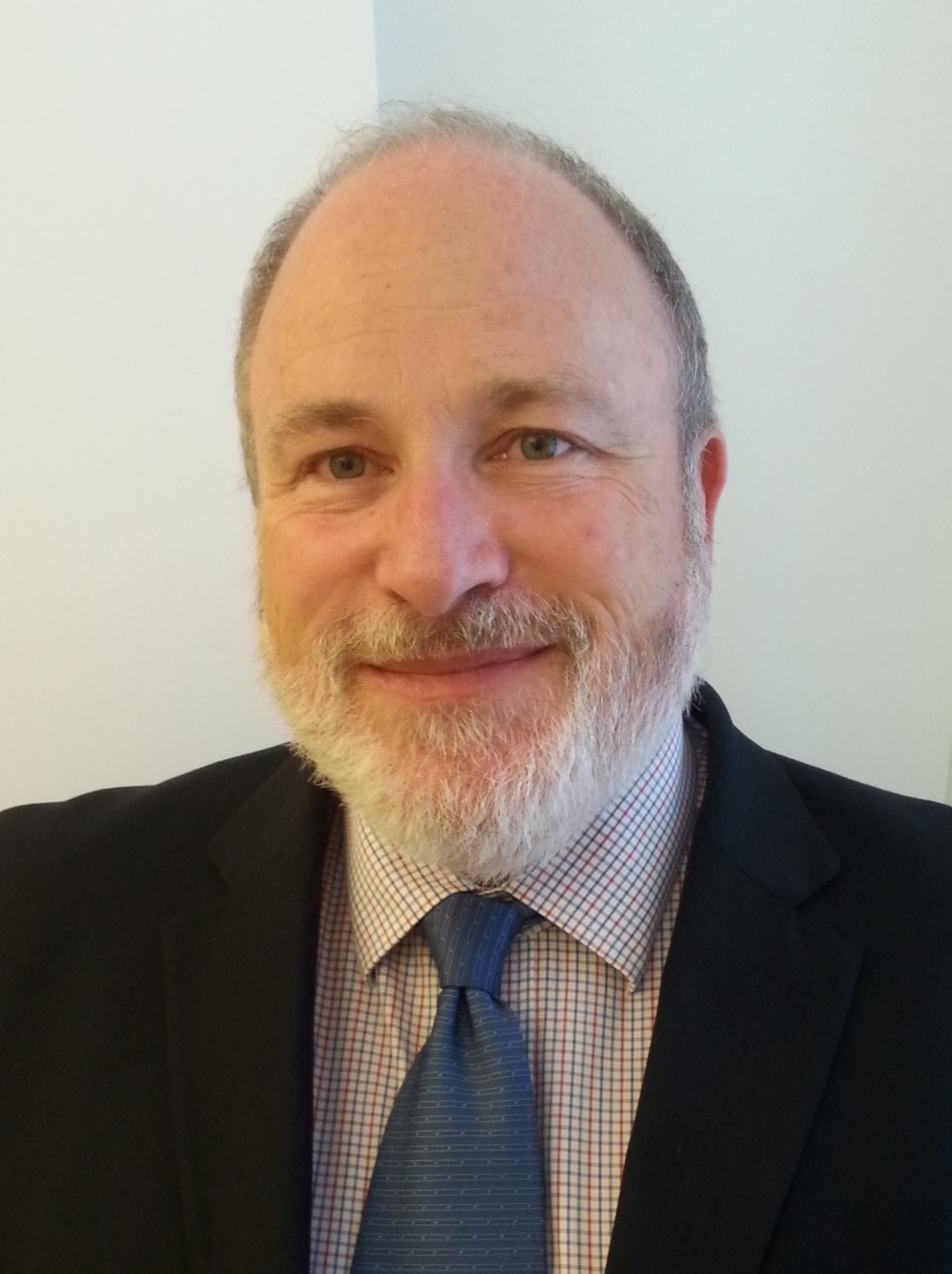
Meron Reuben

Meron Reuben (* 1961 in Kapstadt, Südafrika) ist ein israelischer Diplomat und war zwischen 2010 und 2011 der 15. Ständige Vertreter Israels bei den Vereinten Nationen in New York City. Zugleich ist er der israelische Botschafter für Kolumbien, ein Amt, das er bereits seit 2007 bekleidet.
Reuben wuchs in Südafrika und dem Vereinigten Königreich auf. Im Jahr 1974 emigrierte er nach Israel. Er diente in den israelischen Luftstreitkräften als Fluglotse und studierte anschließend an der Hebräischen Universität Jerusalem Diplomatie und Internationale Beziehungen, wofür er einen Bachelor- sowie einen Master-Abschluss erhielt. 
Ab dem Jahr 1988 begann er für den diplomatischen Dienst des israelischen Außenministeriums tätig zu werden. 1991 wurde Reuben Erster Sekretär an der israelischen Botschaft in Santiago de Chile. Während seiner Zeit in Chile wurde ihm der Orden Bernardo O’Higgins verliehen, die höchste Auszeichnung, die das Land an ausländische Staatsbürger verleiht. 1995 wurde Reuben Gesandter an der israelischen Botschaft in Mexiko-Stadt. Nachdem er 1997 nach Israel zurückgekehrt war, arbeitete Reuben im Außenministerium als Berater in der Abteilung für Diaspora-Angelegenheiten sowie in der Abteilung für palästinensische Angelegenheiten. Von 2000 bis 2002 war er israelischer Botschafter in Paraguay und wurde danach von 2002 bis 2003 Botschafter in Bolivien. Während seiner Zeit in Bolivien war er ebenfalls noch in Paraguay als nicht-residierender Botschafter akkreditiert. Der Wechsel nach Bolivien war nötig geworden, da die Botschaft in Paraguay aus finanziellen Gründen hatte geschlossen werden müssen. Ein Schicksal, das bald auch die Botschaft in Bolivien ereilte. 2004 kehrte Reuben nach Jerusalem zurück und wurde dort im Außenministerium Berater in der Abteilung Lateinamerika und Karibik. Daneben fungierte er von 2004 bis 2007 Direktor des Department of Planning and External Relations of MASHAV. 2007 erfolgte seine erneute Entsendung als Botschafter. Diesmal wurde er nach Kolumbien geschickt. September 2010 wurde er zusätzlich Ständiger Vertreter Israels bei den Vereinten Nationen in New York City und löste damit Gabriela Shalev ab.
Reuben ist verheiratet und Vater zweier Töchter. Er spricht fließend englisch, hebräisch und spanisch.